# X-Men: Children of the Atom
X-Men: Children of the Atom es un juego arcade que fue producido por Capcom y salió para la placa Arcade CPS-2 en 1994. Fue conversionado a Sega Saturn en 1995, PC en 1997 y PlayStation en 1998. Es el tercer videojuego de Capcom, después de The Punisher y X-Men: Mutant Apocalypse, en utilizar la licencia de los personajes de Marvel.
Este juego junto con Super Street Fighter II es considerado como uno de los primeros juegos en popularizar el super salto, super combos y los Tech Hits, mediante los cuales un agarre puede ser negado al oponente.
En cierta manera el juego es precursor de la serie de juegos de Marvel vs. Capcom, en la cual se combinaron elementos de Street Fighter Alpha para formar X-Men vs. Street Fighter.

## Personajes

### X-Men
- Wolverine
- Cyclops
- Iceman
- Psylocke
- Storm
- Colossus

### Brotherhood of Evil Mutants/Villanos
- Omega Red
- Sentinel
- Silver Samurai
- Spiral

### Jefes
- Juggernaut
- Magneto

### Personaje Oculto
- Akuma, también conocido como Gouki, es muy similar a su encarnación de Super Street Fighter II Turbo. Él es seleccionable mediante un código en la pantalla de selección de personajes.